# Sanfins do Douro
Sanfins do Douro es una freguesia portuguesa del municipio de Alijó, con 18,45 km² de área y 1 763 habitantes (2001). Densidad: 95,6 hab/km².
Sanfins do Douro está localizada en el dorso de una colina, aproximadamente a dos kilómetros de la margen del río Pinhão.
Esta freguesia, una de las mayores del municipio, incluye las poblaciones de Agrelos, Cheires y Cova de Lobos, y limita con Alijó, Favaios, Vila Chã y Vilar de Maçada.

## Topónimo
Existen dos posibles orígenes para este topónimo:
- una relacionada con São Félix, un culto cristiano muy antiguo;
- la otra está asociada a su situación geográfica por encontrarse en los límites del Duero y Trás-os-Montes – "São Os Fins Do Douro" (son los confines del Douro).

## Historia
Sanfins do Douro fue consejo municipal durante varios siglos hasta que, en 1836, fue extinto y pasó a corresponder al consejo de Favaios. Veinte años después pasó a formar parte del consejo de Alijó.
Sanfins do Douro vio nacer al Padre Manuel da Nóbrega en 1517, figura destacada de su cultura que se hizo notable por haber fundado la ciudad brasileña de São Paulo.
Todos los años, durante el 2.º domingo de agosto, se realiza una romería en homenaje a la Virjen de la Piedad que se encuentra en la colina que domina el pueblo de Sanfins do Douro.

## Patrimonio
- Casa donde nació el padre Manuel da Nóbrega.